# Huawei Nova Y90
Huawei Nova Y90 (стилізовано як HUAWEI nova Y90) — смартфон середньо-бюджетного рівня із серії Nova, розроблений Huawei. Був представлений 23 червня 2022 року. Є наступником Huawei Y9a. В Китаї смартфон продавався під назвою Huawei Enjoy 50 Pro.
Також 29 серпня 2022 року китайський оператор зв'язку China Mobile представив Nzone 50 Pro, що відрізняється від Huawei Enjoy 50 Pro тільки процесором з підтримкою 5G та передньою камерою.

## Дизайн
Передня панель виконана зі скла, а рамка і задня панель — з пластику. 
Ззаду смартфони схожі на Huawei Mate 40.
Знизу знаходяться слот під 2 SIM-картки або під 1 SIM-картку залежно від моделі Nova Y90 та тільки під 2 SIM-картки в Enjoy 50 Pro та Nzone 50 Pro, мікрофон, роз'єм USB-C та динамік, а зверху — 3,5 мм аудіороз'єм і другий мікрофон. Справа розміщені гойдалка регулювання гучності і кнопка блокування, в яку вбудовано сканер відбитків пальців.
Смартфони продавалися в 4 кольорах: чорному (Midnight Black), білий (Pearl White), блакитному (Crystal Blue) та зеленому (Emerald Green).

## Технічні характеристики

### Апаратне забезпечення
Huawei Nova Y90/Enjoy 50 Pro отримав процесор Qualcomm Snapdragon 680 4G з графічним процесором Adreno 610, а Nzone 50 Pro — MediaTek Dimensity 700 з Mali-G57 MC2. Huawei Nova Y90 має 128 ГБ пам'яті постійного зберігання та 4 ГБ, 6 ГБ або 8 ГБ оперативної пам'яті залежно від конфігурації, а Enjoy 50 Pro та Nzone 50 Pro — 128 ГБ або 256 ГБ постійної пам'яті та 8 ГБ оперативної пам'яті.
Акумуляторна батарея отримала об'єм 5000 мА·год та підтримку швидкої зарядки потужністю до 40 Вт.
Екран IPS LCD, 6,7", Full HD+ (2340 × 1080) зі щільністю пікселів 391 ppi, співвідношенням сторін 19,9:9 та круглим вирізом під передню камеру.
Моделі отримали основну потрійну камеру із ширококутним об'єктивом на 50 Мп з діафрагмою f/1.8 і фазовим автофокусом та макрооб'єктивом і сенсором глибини по 2 Мп з діафрагмою f/2.4. Також Huawei Nova Y90/Enjoy 50 Pro отримав фронтальну камеру на 8 Мп з діафрагмою f/2.0, а Nzone 50 Pro — на 16 Мп. Основна та фронтальна камери вміють записувати відео в роздільній здатності 1080p@30fps.

### Програмне забезпечення
Huawei Nova Y90 був випущений на EMUI 12 на базі Android 11 без сервісів Google і був оновлений до EMUI 14.2 на базі Android 12, а Enjoy 50 Pro та Nzone 50 Pro — на HarmonyOS 2.0 і були оновлені до HarmonyOS 4.2.